# PIK-15
Die PIK-15 Hinu war ein Segelflugzeugschlepper und Schulflugzeug des finnischen Herstellers Polyteknikkojen ilmailukerho.

## Geschichte und Konstruktion
Die Konstruktionsarbeiten an der PIK-15 begannen 1960. Zwei Jahre später wurde mit dem Bau des Prototyps begonnen, der am 29. August 1964 erstmals flog. Dem Prototyp folgten sechs Serienflugzeuge. Das Flugzeug war von Kai Mellen, Ilkka Lounamaa und Jussi Rinta vorwiegend als Segelflugzeugschlepper und sekundär als Schulflugzeug entworfen worden. Es ist eine mit Stoff bespannte Holzkonstruktion und als freitragender Tiefdecker mit geschlossenem Cockpit und starrem Spornradfahrwerk ausgelegt. Im Cockpit sitzen Lehrer und Schüler nebeneinander. Das Flugzeug wird durch einen Lycoming O-320-A2B mit 112 kW angetrieben.
Im Jahre 2011 waren noch sechs Maschinen im finnischen zivilen Luftfahrtregister eingetragen.

## Technische Daten
| Kenngröße             | Daten                                          |
| --------------------- | ---------------------------------------------- |
| Besatzung             | 2                                              |
| Länge                 | 6,60 m                                         |
| Spannweite            | 10 m                                           |
| Höhe                  | 2,03 m                                         |
| Flügelfläche          | 14 m²                                          |
| Flügelstreckung       | 7,1                                            |
| Leermasse             | 493 kg                                         |
| max. Startmasse       | 765 kg                                         |
| Reisegeschwindigkeit  | 170 km/h                                       |
| Höchstgeschwindigkeit | 190 km/h                                       |
| Dienstgipfelhöhe      | 8050 m                                         |
| Reichweite            |                                                |
| Triebwerke            | 1 × Lycoming O-320-A2B mit 112 kW (ca. 150 PS) |